# Люшнюватська сільська рада
| Люшнюватська сільська рада — колишній орган місцевого самоврядування у Голованівському районі Кіровоградської області з адміністративним центром у с. Люшнювате. Сільській раді підпорядковані населені пункти: - с. Люшнювате |

## Склад ради
Рада складалася з 14 депутатів та голови.

### Керівний склад ради
| ПІБ                         | Основні відомості                                                                       | Дата обрання | Дата звільнення |
| --------------------------- | --------------------------------------------------------------------------------------- | ------------ | --------------- |
| Чернієнко Сергій Васильович | Сільський голова, 1964 року народження, освіта, безпартійний                            | 26.03.2006   | 31.10.2010      |
| Чернієнко Сергій Васильович | Сільський голова, 1964 року народження, освіта середня спеціальна, член Партії регіонів | 31.10.2010   |                 |

Примітка: таблиця складена за даними джерела

## Населення
Згідно з переписом УРСР 1989 року чисельність наявного населення сільської ради становила 647 осіб, з яких 280 чоловіків та 367 жінок.
За переписом населення України 2001 року в сільській раді мешкали 642 особи.

### Мова
Розподіл населення за рідною мовою за даними перепису 2001 року:
| Мова       | Відсоток |
| ---------- | -------- |
| українська | 94,41 %  |
| російська  | 2,64 %   |
| молдовська | 2,48 %   |
| болгарська | 0,31 %   |
| вірменська | 0,16 %   |